# 伊庄镇
伊庄镇，是中华人民共和国江苏省徐州市铜山区下辖的一个乡镇级行政单位。

## 行政区划
伊庄镇下辖以下地区：
烈庄村、伊庄村、牌坊村、迷马村、路山村、卢套村、马集村、洪山村、赵圩村、牛楼村、白塔村、晓庄村、冠山村、吕梁村和倪元村。